# SVT2
SVT2 est une chaîne de télévision suédoise lancée le 5 décembre 1969 et appartenant à Sveriges Television.
En 1987, TV1 et TV2 sont réorganisées : TV1 (sous la nouvelle dénomination Kanal 1) est la chaîne nationale, TV2 est la chaîne des régions. En 1996, les chaînes sont respectivement rebaptisées SVT1 et SVT2.
SVT2 diffuse des programmes plus ciblés, comme des films européens, des programmes culturels, des journaux régionaux, des programmes en finnois, same et en langue des signes, etc.

## Identité visuelle

### Logos (à partir de 2008)

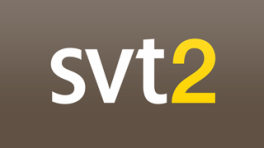
Logo de SVT2 du 25 août 2008 au 4 mars 2012.
Logo de SVT2 HD du 25 août 2008 au 4 mars 2012.
Logo de SVT2 du 5 mars 2012 au 24 novembre 2016.
Logo de SVT2 HD du 5 mars 2012 au 24 novembre 2016.
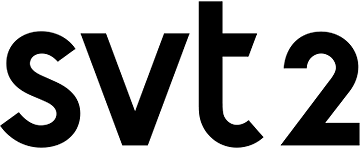
Logo de SVT2 depuis 25 novembre 2016.
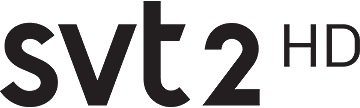
Logo de SVT2 HD depuis 25 novembre 2016.

### Slogans
- Depuis [Quand ?] : Sveriges smartaste tv-kanal